# Brazil orvosi misszió (első világháború)

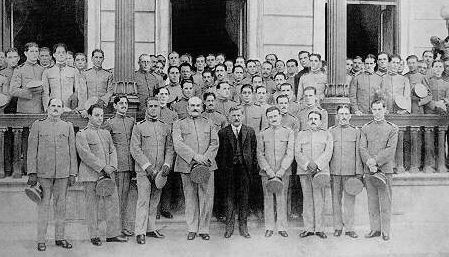
Az brazil orvosi misszió Franciaországban (1918)

A brazil orvosi misszió egy brazil katonaorvosi alakulat volt, amelyet 1918-ban küldtek Európába.

## Története
A háború vége felé Nyugat-Európában a sebesültek elhelyezése és ápolása már szinte tarthatatlanná vált. A spanyolnátha járvány kitörésének köszönhetően pedig az áldozatok száma sorozatosan növekedett. A táborokban összezsúfolódott és legyengült katonák roppantul könnyen elkaphatták egymástól a betegségeket. 1917. július 28-án Brazília deklarálta a hadüzenetet a Német Birodalommal szemben. 
Ekkor kezdődött meg az orvosi misszió szervezése. A csoport vezetésével Dr. Nabuco Gouveia-t bízták meg, aki rövid időn belül 86 orvost szerzett a készülődő utazáshoz. Az alakulatot Aché brazil tábornok felügyelte. A misszió 1918. augusztus 18-án indult útnak, azonban göröngyös útjuk miatt csupán szeptember 24-én érték el a francia partokat. Marseille kikötőjében szállt partra az orvosi gárda. A misszió fő célja egy szükségkórház építése volt, amelyet rövid időn belül létesítettek is. A 86 doktort számos brazil és francia polgári személy segítette, mint például gyógyszerészek, vagy az adminisztratív kisegítő személyzet. A missziónak hála a spanyolnáthát sikerült valamelyest visszaszorítani, az orvosi misszió eredményességét nem sokan vitatják. A misszió 1919 februárjában ért véget. 

## Lásd még
- Brazília az első világháborúban
- Első világháború
- Brazília

## Galéria

Az első világháború emberveszteségei

## Fordítás
- Ez a szócikk részben vagy egészben  a   Brazil during World War I című angol Wikipédia-szócikk fordításán alapul.  Az eredeti cikk szerkesztőit annak laptörténete sorolja fel. Ez a jelzés csupán a megfogalmazás eredetét és a szerzői jogokat jelzi, nem szolgál a cikkben szereplő információk forrásmegjelöléseként.